# Лаки тенк тип 95
Лаки тенк тип 95 (јап.九五式軽戦車 ハ号, kyūgo-shiki kei-sensha Ha-Gō) је јапански лаки тенк из Другог светског рата.

## Позадина
Током 20-их година Јапан је купио већи број оклопних возила ради тестирања, укључујући тенкове Рено ФТ-17 и танкете Викерс Карден-Лојд Мк VI. Једино возило купљено за службу био је Рено NC-27: 10 тенкова увезено је 1929. У жељи да не зависи од увоза оружја, 1929. Јапанска војска почела је развој сопствених оклопних возила. Док су друге државе започеле сопствену производњу од мањих возила, Јапан је одмах кренуо са производњом средњих тенкова тип 89, чија је производња почела 1931. Производња је тенкова поверена је Арсеналу Сагами, који је производњу препустио цивилној индустрији, углавном Митсубишију. Тип 92 био је друго изворно јапанско оклопно возило које ушло у серијску производњу — као лако и брзо оклопно возило за коњицу. Ова танкета показала се као еволутивни ћорсокак, што је довело до развоја нових возила, која ће послужити као основа јапанских оклопних снага током рата: танкета тип 94 и лаки тенк тип 95.
У суштини, једина предност танкете крајем 30-их година била је ниска цена: танкета тип 97 коштала је двоструко мање од лаког тенка тип 95, и троструко мање од средњег тенка типа 97.

## Јапански лаки тенкови
Мали лаки тенк тип 95 био је најбројније јапанско оклопно возило у Другом светском рату. Вероватан разлог била је његова мала величина и једноставност, што га је чинило погодним за производњу у мањим фабрикама. Имао је возача и механичара/митраљесца у трупу и заповедника/нишанџију/пуниоца у малој куполи. Наоружање се састојало од топа калибра 37 мм (типа 94 или 98) и митраљеза од 7.7 мм (окренутог према назад) у куполи (топ је био постављен спреда, а митраљез са задње стране куполе), уз још један митраљез у трупу напред. Његова замена био је тип 98, знатно боље возило са већом куполом за два члана посаде и спрегнутим (коаксијалним) митраљезом, после кога је дошао Тип 2, који се разликовао само у детаљима. Ниједан, међутим, није произведен у већем броју, па је тип 95 са својим танким оклопом и лошим распоредом посаде остао у служби до краја рата.